# 바바 예투
바바 예투(Baba Yetu)는 중국계 미국인 작곡가인 크리스토퍼 틴이 2005년 문명 IV의 사운드 트랙으로 작곡한 노래다. 사운드트랙의 원곡은 론 래진과 스탠퍼드 대학교 합창단이 불렀다. 크리스토퍼 틴의 앨범 《Calling All Dawns》에 재수록되었고 이때는 남아프리카공화국의 가스펠 합창단인 소웨토 가스펠 합창단이 녹음하였다. 바바 예투는 2011년 2월 23일 비디오 게임 사운드 트랙으로는 역대 최초로 그래미상을 수상했다.

## 작곡
크리스토퍼 틴은 문명 시리즈의 팬이었다. 소렌 존슨과 옥스퍼드 대학교에서 룸메이트였는데 옥스퍼드 시절 틴이 음악을 공부하는 동안 존슨은 역사를 공부하였다. 둘은 스탠퍼드 대학교에서 다시 만나게 되었다. 피락시스 게임즈의 개발자였던 존슨은 틴과 함께 문명 III를 즐겼다. 몇 달 후 존슨은 틴에게 새로운 문명시리즈의 음악 제작에 참여하지 않겠냐고 물었다. 존슨은 스탠퍼드 대학교의 아프리카 전통 음악 아카펠라 합창단인 스탠퍼드 탤리스먼을 소개하며 그 비슷한 주제로 작곡을 했으면 좋겠다고 제안하였다. 틴은 이 제안을 수락하여 바바 예투를 작곡하였고 스탠퍼드 탤리스먼의 합창을 녹음하였다.

## 가사
바바 예투의 가사는 주님의 기도(주기도문)를 스와힐리어로 번역한 것이다
Baba yetu

우리 아버지

∥: (반복구 X2)

Baba yetu, yetu uliye,

바바 예투 예투 울리예,

우리 아버지,

Mbinguni yetu, yetu Amina!

빙구니 예투 예투 아미나!

하늘에 계신 우리 아버지, 아멘!

Baba yetu, yetu uliye

바바 예투 예투 울리예

우리 아버지, 아버지의

M Jina lako e litukuzwe

움지나 라쿠 리투쿠즈웨

이름을 거룩하게 하시며 :∥

(1절)

Utupe leo chakula chetu tunachohitaji

우투페 레오 차쿨라 체투 투나초히타지

오늘 우리에게 일용할 양식을 주시고

Utusamehe makosa yetu, hey!

우투사메헤 마코사 예투 헤이

우리에게 잘못한 사람을, 헤이

Kama nasi tunavyowasamehe (milele) waliotukosea

카마 나시 투나비요와사메헤 (밀렐레) 왈리오투코세아

우리가 용서한 것처럼 우리 죄를 (영원히) 용서하여 주시고

Usitutie katika majaribu, lakini

우시투티에 카티카 마자리부 라키니

우리를 시험에 빠지지 않게 하시고, 다만

Utuokoe, na yule Mwovu, milele (na milele)

우투오코에 나 율레 뮐워부 밀렐레 (나 밀렐레)

영원토록 (또 영원히) 악에서 구하소서.

∥: (반복구 X2) :∥

(2절)

Ufalme wako ufike

우팔메 와코 우피케

아버지의 나라가 오게 하시며

Utakalo (kila utakalo)

우타칼로 (킬라 우타칼로)

아버지의 뜻이 (당신의 모든 뜻이)

Lifanyike duniani kama mbinguni, Amina

리파니케 두니아니 카마 빙구니 아미나

하늘에서와 같이 땅에서도 이루어지게 하소서, 아멘

∥: (반복구 X2) :∥

(3절)

Utupe leo chakula chetu tunachohitaji

우투페 레오 차쿨라 체투 투나초히타지

오늘 우리에게 일용할 양식을 주시고

Utusamehe makosa yetu, hey!

우투사메헤 마코사 예투 헤이

우리에게 잘못한 사람을, 헤이

Kama nasi tunavyowasamehe (milele) waliotukosea

카마 나시 투나비요와사메헤 (밀렐레) 왈리오투코세아

우리가 용서한 것처럼 우리 죄를 (영원히) 용서하시고

Usitutie katika majaribu, lakini

우시투티에 카티카 마자리부 라키니

우리를 시험에 빠지지 않게 하시고, 다만

Utuokoe, na yule Mwovu, milele (na milele)

우투오코에 나 율레 뮐워부 밀렐레 (나 밀렐레)

영원토록 (또 영원히) 악에서 구하소서.

∥: (반복구) :∥
2007년 바바예투는 알프레드 뮤직에 의해 발매되었고, 2011년 크리스토퍼 틴은 소프라노, 알토, 테너, 베이스가 모두 갖추어진 SATB 버전의 아카펠라로 다시 녹음하였다. 바바예투는 많은 아카펠라 합창단에 의해 커버되고 있으며 그 때마다 SSATBB나 TTBB와 같이 서로 다른 음역 조합으로 불린다.

## 평가와 수상
바바 예투는 여러 게임 리뷰에서 극찬을 받았고 제53회 그레미상 시상에서 합창부분 최우수곡으로 선정되었다. 2011년 2월 13일 진행된 그레미 시상식에서 바바 예투는 비디오 게임 배경 음악으로는 최초로 수상대에 섰다. 제10회 인디펜던트 뮤직 어워드 역시 바바 예투를 그 해 최고의 영화/텔레비전/멀티미디어 음악으로 꼽았다.

## 공연
바바 예투는 대중적인 인기에 힘입어 카네기홀, 링컨 센터, 월트 디즈니 콘서트홀, 두바이 분수 무대, 존 F. 케네디 센터, 할리우드 볼과 같은 유명한 무대에서 공연되었다. 제67회 유엔 총회에서는 새해를 여는 음악으로 공연되기도 하였다.

## 대중의 반응
시드 마이어의 문명 시리즈의 중독성이 한국 인터넷상에서 하나의 밈이 되면서 바바 예투도 한국 네티즌들 사이에서 폭발적인 인기를 얻었다. 2014년 게임 음악을 연주한 광화문 광장 플래시몹에서 공연 음악 중 하나로 쓰였다.